# Brattháls (kulle)
Brattháls är en kulle i republiken Island. Den ligger i regionen Suðurland, 130 km öster om huvudstaden Reykjavík. Toppen på Brattháls är 763 meter över havet.
Trakten runt Brattháls är nära nog obefolkad, med mindre än två invånare per kvadratkilometer. Det finns inga samhällen i närheten. Trakten runt Brattháls är permanent täckt av is och snö.